# Экали (Аттика)
Экали (греч. Εκάλη) — малый город в Греции, северный пригород Афин. Один из самых красивых пригородов столицы. Расположен на окраине Афинской равнины у северо-западного подножия Пенделикона на высоте 330 метров над уровнем моря, в 16 километрах к северо-востоку от центра Афины, площади Омониас, и в 21 километре к северо-западу от международного аэропорта «Элефтериос Венизелос». Входит в общину (дим) Кифисью в периферийной единице Северных Афинах в периферии Аттике. Население 5889 жителей по переписи 2011 года. Площадь 4,332 квадратного километра.
Здесь находился дем Гекала в филе Леонтиде. По преданию дем был назван по имени Гекалы, бедной старухи, приютившей юного Тесея.
Город и сообщество созданы в 1928 году (ΦΕΚ 135Α).
По северо-западной окраине города проходит автострада 1 Пирей — Афины — Салоники — Эвзони, часть европейского маршрута E75. Город пересекает проспект Венизелу-Элефтериу или Тисеос (Λεωφόρος Βενιζέλου Ελευθέριου ή Λεωφόρος Θησέως), продолжение проспекта Кифисьяс, часть национальной дороги 83.

## Население
| Год  | Население, человек |
| ---- | ------------------ |
| 1991 | 4105               |
| 2001 | 5497               |
| 2011 | ↗ 5889             |